# Tennisracket

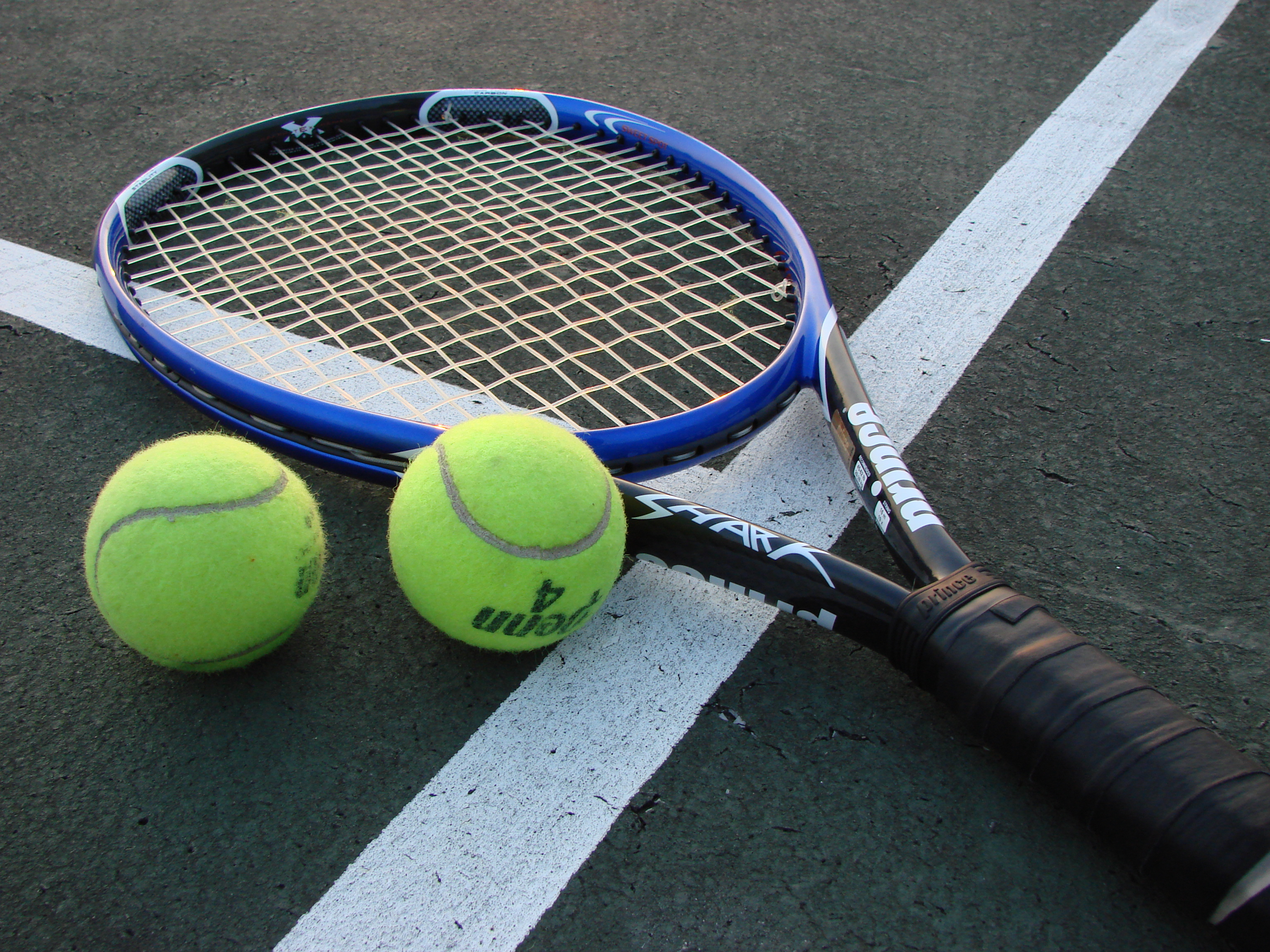
Modernt tennisracket.

Tennisracket (ibland kallat tennisrack) är redskapet som används inom tennis för att slå till tennisbollen. Tennis kom från Frankrike och spelades från början (omkring 1300-talet) med bara händerna, senare med handskar. Från 1500-talet började racketar av trä att användas vid dåtidens form av tennisspel. Träracketarna anpassades under andra halvan av 1800-talet till det moderna tennisspelet och har sedan utvecklats till nutidens racketar i kompositmaterial som i kombination med spelarens teknik ska ge så kraftfulla slag som möjligt.
Från 1874 till 1984 var de flesta racketar för modern tennis tillverkade av trä. De bestod av ihoplimmade trälameller, ofta med inslag av olika träsorter som bok, mahogny, lönn, hickory och valnöt, men med askträ som dominerande material i ramen. Träracketarna var generellt tyngre (de vägde cirka 380–410 gram) än dagens racketar och hade dessutom en mindre slagyta, vilket innebar att bollarna inte kunde slås med lika stor kraft som i dag. 
En utveckling som började redan på 1960-talet innebar att träracketarna via mellanformer under 1980-talet successivt ersattes av rackettyper med större slagyta och tillverkade av andra material. Howard Head patenterade 1976 en helt ny rackettyp, Prince Classic av aluminium, som hade ett mycket större huvud än traditionella racketar. Han gav den beteckningen oversize, som tillsammans med den något mindre midsize är standardstorlek i dag.
Sedan mitten på 1980-talet tillverkas racketramarna av olika typer kompositmaterial bestående av härdplast armerad med kolfiber (oegentligt kallad grafit) och ofta med inslag av glasfiber och exempelvis kevlar, titan, bor eller zirkonium. Vikten har med de nya materialen reducerats till mellan 250 och 325 gram, vilket är till fördel framförallt för motionsspelare. Sedan slutet av 1980-talet tillverkas de flesta tennisracketar med brett profildjup i ramen (widebody), vilket gör dem styvare än tidigare. Detta har i hög grad möjliggjort dagens tennis med dess kraftfulla grundslag.  
Tillåtna maximimått för en tennisracket regleras i dag av internationella tennisförbundet. Numera marknadsför rackettillverkarna årligen nya racketmodeller, vilket innebär att det finns ett otal typer att välja mellan.  Vid val av rackettyp måste man därför ta hänsyn till flera faktorer som greppstorlek, slagytans storlek, längd, styvhet, strängning (mönster och hårdhet), vikt och balans.

## Historik

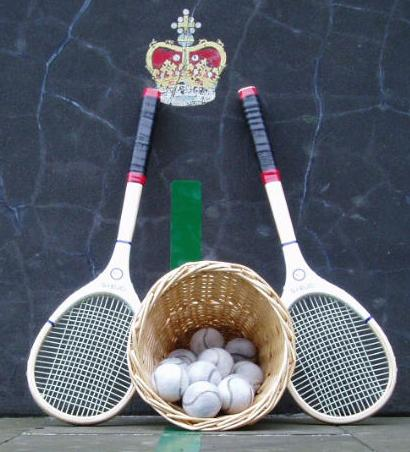
Träracketar och bollar för real tennis.

Ursprungligen, före 1300-talet, spelades tennis med bara händerna (då kallat Jeu de Paume, se också artikeln Real tennis). Man virade ofta rep eller senor runt händerna, senare började man använda handskar, ibland med strängar av senor mellan fingrarna.

### Träracketar
Från 1300-talet använde man sporadiskt racketar, från början kortskaftade, solida slagträn, senare med en slagyta klädd med pergament eller liknande. Från 1500-talet användes racketar regelbundet vid tennisspel. Dessa var av böjt trä där huvudet försetts med ett nätverk av strängar av olika material som till exempel fårtarmar.
Bruket av ramar av trä fortsatte in i vår egen tid. Fortfarande används träracketar i exempelvis real tennis. Dessa tillverkas i dag huvudsakligen av firman Grays of Cambridge. Annars har trä helt ersatts av andra material vid tillverkningen av racketar avsedda för bland annat tennis, med avsikten att göra dem lättare och med större slagyta, och därmed öka kraften i tillslaget av tennisbollen.   

#### Träracketar avsedda för tennis
I samband med att det moderna tennisspelet introducerades av Walter Clopton Wingfield 1874, sålde han träracketar till det nya spelet av i stort sett samma utseende som de för real tennis. Firman Wright & Ditson var en av de första som tillverkade racketar specialdesignade för tennis. Firman köptes upp 1891 av Spalding, som sedan in i vår tid fortsatte att tillverka racketar av hög kvalitet. Under hela perioden 1874–1984, det vill säga under 110 år, dominerade träracketar inom tennisen. Tennisracketar var från början tunga, robusta och tillverkade av ett stycke solitt trä, oftast ask, som böjts kring en mall efter att ha genomgått en basningsprocess i kokande vatten eller ånga. I skaftet fanns en central strästav, inåt huvudet vidgad till en konvex träkil, som stadgade konstruktionen. Kilens form ändrades senare, cirka 1920, så att den inåt huvudet vettande ytan blev konkav. Huvudets form varierade. En vanlig tidig form på huvudet var att detta från halsen vidgades uppåt och att toppen var tvärt ”avhuggen”. Senare kom racketar med den mer klassiska ovala formen på huvudet. Träet i handtaget räfflades i olika mönster för bästa möjliga grepp, och det var först på 1930-talet som tillverkarna marknadsförde racketar med handtaget försett med läder av mjukt kalvskinn. Tidigast användes enbart naturmaterial till racketsträngningen, senare (från 1940-talet) också mer hållbara nylonsträngar. Regler för racketramens utformning fastlades inte, och i en komplett regelutgåva reviderad av ITF 20 mars 1925 omnämns inte alls tennisracketens utformning.

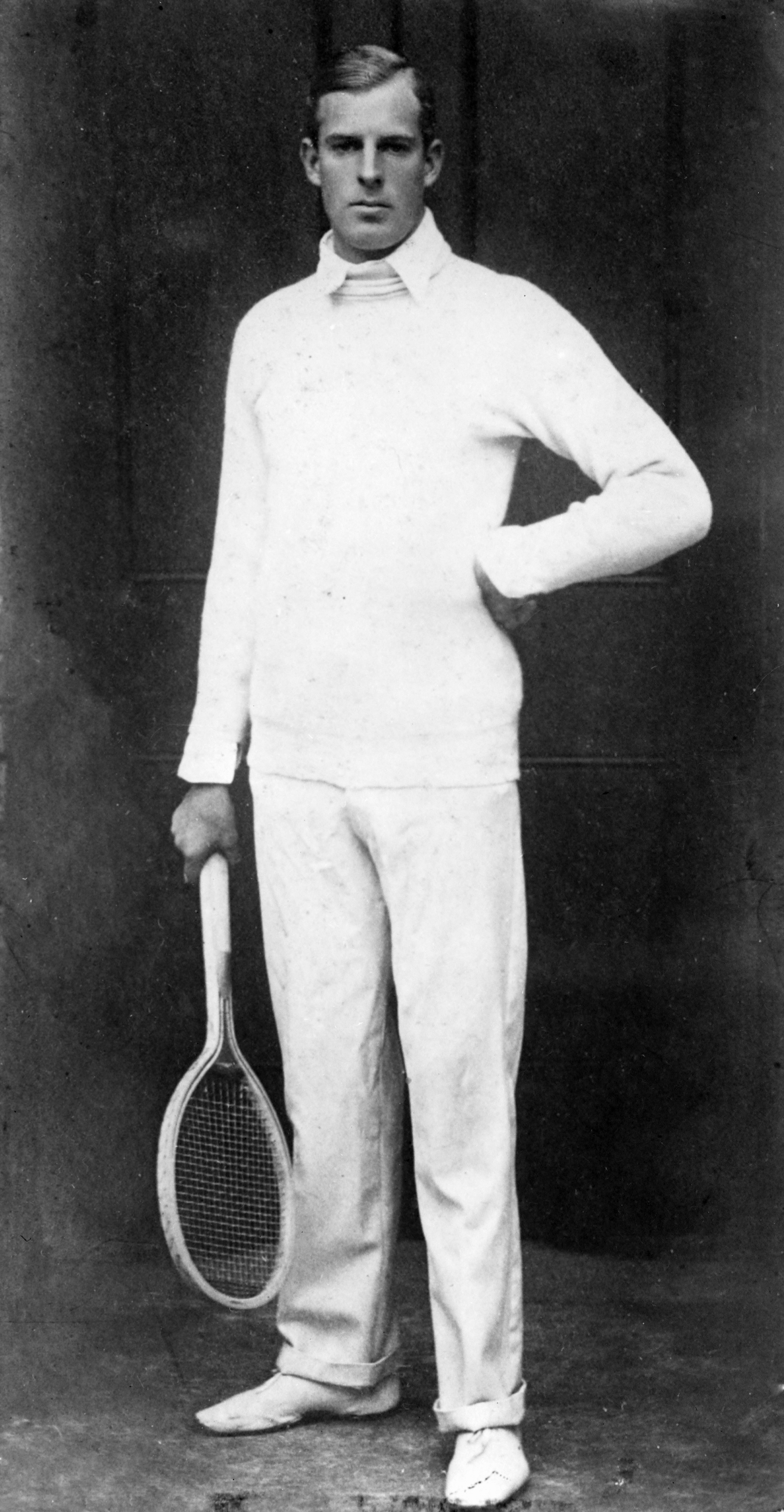
Anthony Wilding med sin tennisracket från 1910-talet.

För att utjämna för oundvikliga skillnader i träets kvalitet och även förbättra hållfastheten hos ramen, började man på 1910-talet att tillverka ramen av två eller flera trälameller som arrangerades enligt samma princip som kryssfaner (på engelska plywood) och formades runt en racketformad mall. Längre fram, från andra halvan av 1940-talet, var det vanligt att ramen hos de bästa racketarna bestod av upp till elva tunna trälameller som utgjordes av olika träslag som bok, mahogny, lönn, hickory och valnöt. Även bambu användes i vissa racketar. Askträ fortsatte dock att vara det dominerande materialet i ramen. Träskikten hölls samman med ett urea-formaldehydlim. Högkvalitativ värmehärdning av urea-formaldehyden gjordes från 1960-talet ofta i radiovågsugnar för jämn uppvärmning, vilket vissa fabrikanter lät framgå i textdekaler på racketramen. Skikt av ogarvat läder (på engelska rawhide), senare av vulkanfiber, var vanliga inslag i ramarna för att öka hållfastheten och förhindra att skevhet uppstod. Träracketarna kan anses vara exempel på kompositer, men begreppet används normalt enbart för nyare och moderna racketar tillverkade av andra material. Kända racketmärken under "träeran" var Dunlop Maxply (tillverkad 1933-83), Slazenger, Donnay, Wilson, Bancroft och Head. Flera av dessa firmor tillverkar fortfarande racketar, numera av modern typ.
Också under träeran experimenterade man med utformningen av racketarna med syftet att förbättra spelegenskaperna. Den brittiske toppspelaren Henry Austin spelade under andra halvan av 1930-talet med en tennisracket vars skaft bestod av tre smala träsegment som fäste i rackethuvudet. För designen svarade den engelske tidigare tennisspelaren Frank W Donisthorpe. Syftet med konstruktionen var att fördela vikt utåt sidorna för ökad stabilitet. Modellen, som dock inte blev någon kommersiell framgång, salufördes under beteckningen Streamline och producerades av firman Hazells.
Tennislegenden Bill Tilden ansåg att det var viktigt för alla spelare, oavsett spelstyrka, att använda högkvalitativa racketar och bollar. Han ansåg att de bästa racketarna från de ledande tillverkarna alla var lika bra, och att den egna känslan för en racket skulle avgöra vilken man föredrog att spela med.

#### Träracketarnas prestanda
Träracketarnas design var en kompromiss mellan låg vikt, styvhet och hållfasthet. De var generellt tyngre än dagens racketar och en ordinär strängad seniorracket vägde cirka 380–410 gram. Detta angavs oftast som 13,5–14,5 avoirdupois ounces (på svenska uns). Såväl lättare som tyngre racketar tillverkades också. Begreppet ounce används fortfarande internationellt för att ange en tennisrackets vikt. Samtidigt kunde huvudet inte göras för stort eftersom det måste tåla en rimligt hård strängning utan att bli skevt. Vanliga cirkamått för en normalstor seniorracket var en total längd av 68,6 cm (motsvarande 27 engelska tum, på engelska inches), varav skaftet var 38,5 cm. Slagytans längd var drygt 27 cm och dess bredd 20,5 cm, med en total yta mellan knappt 70 (vanligen 65–66) och 85 square-inches (85 kvadrattum motsvarar knappt 550 kvadratcentimeter, se också nedan under Moderna tennisracketar: Mått). Racketar med större huvud tillverkades också, men dessa var skörare än ordinära racketar och hade dessutom en uttalad tendens att bli skeva. Oavsett huvudets storlek rekommenderades att förvara träracketar med en särskild racketpress av trä eller metall över rackethuvudet för att undvika att skevhet uppstod.
Träracketar var oavsett kvalitet mer vibrationskänsliga och mindre styva i toppen än dagens racketar, vilket innebar betydande energiförluster vid bollträffen. Framförallt var den effektiva träffytan (på engelska sweet spot, se också nedan under Moderna tennisracketar), det vill säga det område på strängarna inom vilket bollträff ger upphov till ett "rent" slag, betydligt mindre än på dagens racketar. Detta innebar problem, framförallt för motionsspelarna att slå rena slag. Racketens tyngd innebar också begränsningar i möjligheten att med racketsvingen få upp tillräcklig hastighet i träffögonblicket av bollen. Bollarna slogs därför av dåtidens elitspelare cirka 25 % långsammare än i dag, vilket många anser gav spelet en helt annan karaktär.

#### Spelstil med träracketar
På grund av träracketens speciella egenskaper, som sedda med dagens ögon innebar begränsningar, användes en annan slagteknik än i dagens tennis. Slagen utfördes klassiskt med långa svepande armrörelser. Den amerikanske tennislegenden Bill Tilden beskrev redan 1922 i sin bok "The Art of Lawn Tennis" hur en forehanddrive skulle slås. Den första fasen av swingen utförs, med sidan av kroppen vettande mot slagriktningen, bakom kroppen. Denna fas bestämmer slaghastigheten. Nästa fas av swingen är omedelbart framför kroppen och definierar bollträffens kraft och bollkontrollen. Den tredje fasen är det avslutande genomförandet (engelska follow through) och definierar bollträff och spin. Alla forehandslag skall "toppas", det vill säga överskruvas. Den svenske elitspelaren Jan-Erik Lundqvist gav 1964 i sin bok ”Tokig i Tennis” rådet att förbereda slaget i tid och att ta ut racketen ordentligt. Särskilt viktigt var det att träffa bollen långt framför kroppen (viktigt även i dag) och med rak arm.

### Slutet på ”träeran”
En utveckling som började redan på 1960-talet innebar att träracketarna via mellanformer under 1980-talet successivt ersattes av rackettyper tillverkade av andra material. Säsongen 1981 dominerade fortfarande traditionella träracketar med små huvuden bland proffsspelarna. Amerikanen John McEnroe vann Wimbledonfinalen med en variant av den klassiska Dunlop Maxply.  Hans finalmotståndare, svensken Björn Borg använde en Donnay Borg Pro, också den i grunden en träracket. 
Mats Wilander vann 1982 Franska öppna med en första generationens grafitracket (oegentlig beteckning, se nedan under avsnittet om moderna racketar) från Rossignol, men året därpå vann Yannick Noah titeln i samma turnering med en rackettyp som var en mellanform mellan trä- och grafitracket. Han använde en oversize-modell (patenterad av Howard Head, se nedan under rubriken "metallracketar") från Le Coq Sportif, som i grunden var en träracket men med inslag av grafit i ramen. Även om många elitspelare, däribland Vitas Gerulaitis och Miloslav Mecir fortsatte att spela med racketar huvudsakligen tillverkade av trä till in i andra halvan av 1980-talet, övergick de flesta från mitten av årtiondet till att spela med grafitracketar som under den perioden utvecklades snabbt, och blev inom kort styvare, starkare och lättare än mellanformerna. Från säsongen 1984 marknadsförde firma Wilson sin nya Pro Staff 6.0 helt av grafit. Den producerades fram till 2007. Modellen var mycket populär och användes bland andra av spelare som Chris Evert, Pete Sampras och Stefan Edberg. John McEnroe vann Wimbledontiteln 1984 med en grafitracket med litet huvud, ”Dunlop 200G”, med inslag av glasfiber i ramen. Denna rackettyp användes också av Steffi Graf.  
Spelare som Björn Borg och John McEnroe har offentligt beklagat utvecklingen bort från träracketar, dels på grund av att spelet i dag blivit mycket snabbare än det var fram till 1980-talets mitt, ännu med de tidigaste komposit- och grafitracketarna, men också på grund av den annorlunda ”bollkänslan” man hade med de äldre rackettyperna som var mer svårspelade och enligt dessa kritiker krävde större skicklighet från spelarna. Motsatta uppfattningar har dock publicerats, bland annat av racketspecialisten och ingenjören Howard Brody.

#### Metallracketar
Mindre lyckade försök hade gjorts redan under 1880-talet med att marknadsföra stålracketar. Under 1920-talet marknadsförde firma Dayton en racket med en ram av stål och handtag av trä, designad av den amerikanske tennisspelaren William Larned. Racketen var strängad med tvinnad pianotråd och användes under en kortare tid av bland andra den australiske spelaren Gerald Patterson. Den blev dock inte någon framgång på marknaden. Först under 1960-talet hade man tillfredsställande löst tekniska problem förknippade med infästningen av strängarna i ramen, vilket medgav användande av natursträngar (se nedan under avsnitt Strängarna). Jimmy Connors blev den förste elitspelaren som använde enbart metallracket, vilket han gjorde under 1970-talet och fram till mitten på 1980-talet. Det var den klassiska Wilson T-2000 (marknadsförd 1967), som designades av den franske förre elitspelaren René Lacoste. Denna representant för en ny racketteknologi hade visserligen ett litet huvud som träracketerna, men var både lättare, styvare och starkare än dessa. Liknande metallracketar tillverkades också av andra firmor som Chemold, Fischer, Snauwaert, Spalding och Yonex. Bland spelare som mot slutet av sina karriärer använde sådana racketar märks också spelare som Rod Laver, Tony Roche och Victor Pecci. 
Howard Head patenterade 1976 en helt ny rackettyp, Prince Classic av aluminium, som hade ett mycket större huvud än de traditionella träracketarna och andra metallracketar. Han gav den beteckningen "oversize", en storlek som är standard i dag. Egenskaperna hos Heads racket uppskattades framförallt hos motionsspelare som fann det mycket lättare att spela tennis för nöjes skull. Därtill blev slagen, på grund av den större strängbädden med längre strängar, med automatik kraftfullare än med de gamla träracketerna. Howard Heads patent (US pat no 3999756) beskrivs på United States Patent and Trademark Office (se deras webbplats).
Professionella spelare var i början mindre förtjusta i Prince Classic-modellen eftersom racketen hade något oberäkneliga egenskaper och krävde ett annat utförande av slagen än med de äldre rackettyperna. Trots detta användes denna pionjärmodell av vissa professionella spelare, bland andra av amerikanskan Pam Shriver.
Howard Head marknadsförde med början 1969 en tennisracket som var tillverkad av polyeten (en typ av plast) mellan aluminiumskikt. Denna rackettyp användes av den framgångsrika amerikanske tennisspelaren Arthur Ashe under 1970-talet och såldes som Arthur Ashe Competition. Enklare och billiga metallracketar tillverkas visserligen fortfarande på 2000-talet, men har i de flesta sammanhang ersatts av moderna kompositracketar.

#### Träbaserade "mellanformer"
På 1970- och -80-talen experimenterade vissa firmor med att införa lameller av andra material som glasfiber och kolfiber ("grafit") vid sidan av träet i konstruktionen, för att på så sätt öka hållfasthet och styvhet. Dunlop marknadsförde varianter av den klassiska Maxply med tillnamnen Tournament Graphite och  McEnroe. Wilson tillverkade en träracket med förstorat huvud, Jack Kramer Midsize. Dessa racketar liknade till utseendet de klassiska träracketerna med sluten hals som anslöt till det ovala huvudet. Till dessa racketar räknas också Donnay Borg Pro Midsize, en efterträdare till Donnays klassiska Borg Pro som användes av Björn Borg. Den svenske spelaren Anders Järryd, bland andra, använde denna midsize-racket till och med säsongen 1984. 
Parallellt med dessa konservativt utformade kompositracketar utvecklade firmor som Prince, Le Coq Sportif, Donnay, Pro Kennex och Schnauwaert racketar med öppen hals, det vill säga racketar med samma grundutseende som de flesta av dagens tennisracketar. Till sin konstruktion anslöt de fortfarande till de äldre trämodellerna så tillvida att man behöll lamellstrukturen men bytte ut vissa av trälamellerna mot grafitlameller, samtidigt som man ersatte träexteriören helt eller delvis med grafitskikt. Prince marknadsförde på detta sätt sin Prince woodie, en oversize-racket som blev populär på proffstourerna, särskilt bland dubbelspelarna. Bland kända spelare som under en period i början av 1980-talet spelade med Prince woodie märks Martín Jaite, Peter McNamara och Gabriela Sabatini. McNamara har berättat att han förbättrade sin ranking avsevärt när han gick över till denna modernare typ av racket, som han anser är den bästa racketkonstruktion som någonsin gjorts. Dessa racketar hade egenskaper som närmade sig moderna racketars, men var fortfarande 25–35 % tyngre och mindre styva i toppen, vilket innebar begränsningar jämfört med dagens racketar avseende möjligheten att slå hårda bollar.
Från mitten av 1980-talet övergick tillverkarna till dagens grafitdominerade kompositmaterial som erbjöd flera fördelar framför mellanformerna. Den första generationens grafitracketar, (exempelvis Rossignol med sin F-serie, Donnay - racketar eller Wilson Pro Staff 6) vägde ofta något mer än 350 gram (cirka 12,5 uns). Detta innebar att de var lättare än träbaserade kompositracketar, men tyngre än dagens racketar.

## Moderna tennisracketar, material och fysikaliska egenskaper

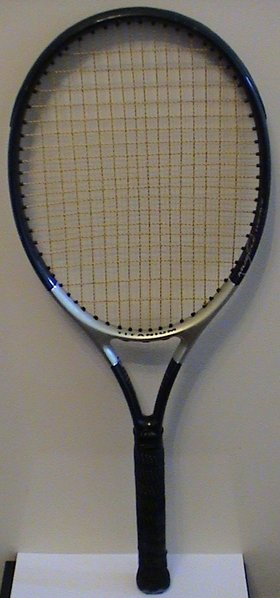
Modern tennisracket av kompositmaterial (kolfiber, oegentligt kallad "grafit", med inslag av titan.)

För att förbättra tennisracketens generella egenskaper, särskilt avseende styvhet, tröghetsmoment, vibrationsfrihet och vikt, har man experimenterat med många olika material vid tillverkningen av moderna kompositracketar. Sedan mitten på 1980-talet tillverkas de flesta racketramarna som kompositer av härdplast (resin, se nedan under Tillverkningsprocess) armerad med olika typer av kolfiber (oegentligt kallad "grafit", därav beteckningen grafitracket) och ofta med inslag av glasfiber och fibrer av exempelvis kevlar, titan, bor eller zirkonium, men billigare och enklare racketar av metall marknadsförs också i mindre omfattning. Vikten hos nutida kompositracketar har reducerats till mellan 250 och 340 gram (9–12 uns) med de nya materialen och tillverkningsprinciperna. Jämfört med träracketar är de moderna kompositracketarna betydligt hållbarare. Armkraften som måste användas för att svinga moderna racketar (svingvikt, på engelska swingweight) är generellt mindre än för de tyngre träracketarna,  vilket bland annat innebär att moderna racketar är mer manövrerbara. Detta innebär fördelar framförallt för motionsspelare som kan få större hastighet i svingen och ökad uthållighet. Olika racketar som väger lika mycket kan beroende på olika fördelning av kompositmaterialet i ramen ha olika svingvikt.  
Förutom den lägre vikten jämfört med träracketars har moderna rackettyper upp till 50 % större slagyta, vilket också innebär en effektiv träffyta, sweetspotområde, kring centrum av slagytan som är avsevärt större. Vid träff i sweetspotområdet upplever spelaren att slaget är rent, något som är betydligt lättare att åstadkomma med moderna racketar jämfört med äldre typer.  Centralt i sweetspotområdet finns två intill varandra liggande träffpunkter ("egentliga" sweetspots); vid bollträff i den ena (på engelska vibration node, egentligen en kurva löpande i en båge genom längsaxeln nära slagytans centrum från huvudets klockan 10 till klockan 2,) minimeras racketramens vibrationer. Vid träff i den andra (på engelska centre of percussion), belägen något närmare halsen, minimeras racketens tendens att vrida handleden vid bollträffen. En boll som träffar centralt i sweetspotområdet träffar ofta båda punkterna samtidigt och ger de allra renaste slagen.
Tröghetsmomentet kring symmetriaxeln (engelska: roll moment of inertia) är cirka 50 % större än hos de äldre träracketarna, vilket är en följd av den vidare ramen. Detta innebär att moderna racketar är väsentligt mindre vridningsbenägna vid "orena" bollträffar utanför racketens längsaxel, än äldre racketar.
Tennisarmbåge sägs orsakas av alltför stor påfrestning av senor och muskler i armbågen bland annat vid tennisspel. Den minskade vridningsbenägenheten vid orena bollträffar jämfört med träracketar, innebär att påfrestningen är mindre med spel med moderna racketar, även för mindre skickliga spelare. Möjligen kan ett mycket fast grepp om rackethandtaget vid spel öka risken för tennisarmbåge. Det finns inga medicinska belägg för att vibrationer i racketen vid bollträff orsakar tennisarmbåge.
I försök att ytterligare förbättra racketramarna, fortsätter tillverkarna att experimentera med nya material och modifieringar i utformningen. En firma, Head, marknadsför racketar där ramen har inslag av en ny legering med handelsnamnet liquidmetal, som påstås förbättra racketens motståndskraft mot den permanenta deformering och förlust av styvhet i ramen som blir följden av materialbristningar vid långvarigt bruk med upprepade bollträffar. Trä återinfördes 2005 i grafitramen i ProKennex, racketserie Core, enligt tillverkaren för att minska vibrationerna vid bollträffen. En racketmodell från Head har för samma ändamål försetts med inslag av piezoelektrisk keram i ramen med förmåga att omvandla vibrationerna till elektricitet.
Flera av de nyare rackettyperna har särskilda system för att öka strängarnas rörlighet i ramen i sweetspotområdet, exempelvis Prince med sin patenterade sweet spot suspension, vilket enligt tillverkaren innebär att vibrationerna ytterligare reducerats jämfört med konventionella racketar, samt att själva sweetspotområdet ytterligare förstorats.  

### Mått
Regler för tennisracketens utformning och mått befästes först från 1978 och regleras av det internationella tennisförbundet, ITF. Under 1990-talet gällde olika regler för amatör- och proffsspel, men från 2000 gäller följande maximala mått: Totallängd 73,67 cm (29 inches) och ramens vidd  31,75 cm (12,5 inches). Vanliga mått för en oversize-racket är en totallängd på 68,6 cm, ett skaft på 31,5 cm, slagytans längd cirka 35 cm och dess bredd 24–26 cm. Vanligen används enheten kvadrat-tum (eng. square inches) om storleken på träffytan. Normalt är storlekar mellan 85 och 110 kvadrattum (548–710 cm2). De allra största racketarna (oversize eller supersize) ger visserligen stor kraft i tillslaget av bollen, men erbjuder mindre bollkontroll. Professionella spelare föredrar oftast tämligen styva ramar i midsize eller midsize-plus, vilket motsvarar en storlek av 85–100 square inches.

### Begreppetwidebody
Från slutet av 1980-talet utformas de flesta tennisracketarna med bred ram, så kallad widebody- racket, med ett profildjup på ramen mellan 18 och 30 mm, jämfört med 15–17 mm under träracketeran och de tidiga komposit- och grafitracketarna under 1980-talet. Den större bredden bidrar i hög grad till styvheten i ramen. Vid bollträff böjs en racketram med ordinär bredd under 15–30 millisekunder något bakåt, medan bollen berör strängbädden knappt halva den tiden. Detta innebär att en hel del av den rörelseenergi som vid träffen överförts till ramen inte hinner återföras till bollen innan denna lämnat strängbädden. Idén med de bredare ramarna är att dessa vid bollträff skall hinna återta det mesta av sin ursprungliga form innan bollen lämnat strängbädden. Detta bidrar till möjligheten att slå kraftfulla slag som är typiska för modern tennis. Denna modifiering av ramen tillskrivs den tyske ingenjören och författaren Siegfried Kuebler, som 1985 marknadsförde den första widebody-racketen Kuebler Resonanz. En nackdel med de breda styva ramarna liksom de moderna ramarnas relativa vibrationsfrihet är att spelarna känner av bollträffen mindre och får på så sätt mindre kontroll i slaget. En annan nackdel är att strängbädden ligger djupt i racketen, vilket medför risk för ramträff när bollen rullar över ytan i samband med att den sätts i rotation (över- eller underskruvad boll, se också artikeln tennis). För att motverka detta konstrueras de flesta racketar i dag med en i genomskärning ovalt formad ram med en bredd på drygt 20 mm och materialet fördelat så att styvheten är olika i skaft och huvud. Racketar tillverkas också med olika profildjup i hals och huvud (på engelska dual taper). Extra inlägg i huvudet av exempelvis koppar eller titan i området nära toppen eller längre ner på huvudets sidor bidrar till att uppnå samma effekter som med de ursprungliga widebody-racketarna, samtidigt som racketen blir stabilare vid bollträff utanför längsaxeln.  
En speciell rackettyp marknadsförs av Blackburne Racquets Incorporated, med en dubbel strängbädd arrangerad så att nivåskillnaden mellan strängar och ram i stort sett elimineras på båda sidor. Detta arrangemang sägs ge ytterligare större sweet spot –område än hos konventionella moderna racketar, samtidigt som risken för ramträff minskar betydligt. Fortfarande råder oklarhet huruvida racketens utformning strider emot regelverket om strängning i ett plan (se också nedan under avsnittet Strängarna).

### Tillverkningsprocess
Moderna tennisracketar är uppbyggda av kompositmaterial, det vill säga ett blandmaterial bestående av vävar av armeringsfibrer av kol, glasfiber, kevlar etcetera med en epoxiharts-baserad (engelska epoxiresin based) värmehärdande härdplast som bindemedel. Armeringsfibrerna har olika egenskaper avseende hållfasthet, styvhet, vikt och pris och kombineras olika för olika rackettyper för att optimera önskade spelegenskaper. Resinet (härdplasten) i sig har betydligt lägre hållfasthet än armeringsfibrerna. Som ett mått på kolfibernas elasticitet eller styvhet används begreppet elasticitetsmodul. På engelska anges detta exempelvis som ”Standard Modulus Graphite”, ”High Modulus Graphite” eller ”Ultra-High Modulus Graphite”. Högkvalitativa kolfiber som används för rackettillverkning har en hög hållfasthet och elasticitetsmodul (motsvarande cirka 200–320 GPa). De är vanligen framställda av polyakrylnitril som upphettas till hög temperatur (1200–3000 °C) varefter det flytande materialet pressas genom särskilda filter till filament med ett kolinnehåll överstigande 95 %, för de allra dyraste kvaliteterna upp till 99 % (”Ultra-High Modulus”). Filamenten buntas ihop till fibrer som vävs till kolfibermattor, vars egenskaper kan modifieras genom invävda fibrer av exempelvis titan.
Racketarna är i princip gjutna och görs med särskilda tekniker ihåliga. Standardmetoden för tillverkning av tennisracketar kallas kompressionsmetoden. Ett antal varianter av denna har utvecklats, av vilka flera patenterats. I princip "lindas" vävar av armeringsmaterialen tillsammans med epoxi i ett flertal skikt, mellan 5 och 10, med olika fiberriktningar kring en expanderbar innertub av plast. Materialet läggs sedan i en racketformad gjutform varefter innertuben fylls med luft eller expanderande skum, ofta polyuretan, varvid kompositmaterialet komprimeras och formas efter gjutformen. Formen hettas upp så att resinet först fördelas jämnt bland armeringsfibrerna för att sedan härda. Racketen tas därefter ur formen, hål drillas för strängarna, varefter racketen ytbehandlas i flera omgångar för att åstadkomma en hållbar finish. Den färdiga racketen är ett exempel på en plastkomposit.
En föregångare till dessa moderna metoder utvecklades i början av 1980-talet av Dunlop för att effektivisera tillverkningsprocessen och reducera det hantverksmässiga inslaget. Finfördelat kompositmaterial och nylon injicerades då i en racketformad gjutform, så kallad injektionsgjutning. Racketen blev ihålig genom en i gjutformen placerad lättsmält metallkärna, också den formad som den blivande racketen men med något mindre dimensioner. Efter gjutningen hettades racketen upp ytterligare, varvid den inre metallkärnan smälte och avlägsnades. Med injektionsmetoden framställdes på detta sätt de första ihåliga kvalitativa racketarna med högt grafitinnehåll, men för tillverkning av racketar med stora huvuden var den mindre lämpad, varför den senare har övergivits.Mellan åren 1985 och 1990 tillverkades Dunlop Max200G på detta sätt. Racketenmodellen användes bland annat av John McEnroe och Steffi Graf. 

### Strängarna
Strängarna tillverkades ursprungligen av fårtarmar, ett material som är mycket väl lämpat för ändamålet. Från 1940-talet tillverkas strängar oftast av kotarmar, eftersom färre djur krävs för tillverkningen. Vid tillverkningen renas tarmmaterialet, och efter att ha torkat, tvinnats och polerats täcks de av ett skyddande polyuretanskikt.  
I dag föredras syntetiskt framställda strängar, eftersom det biologiska materialet visserligen ger en utmärkt bollkänsla, men inte är hållfast och förstörs av fukt. Syntetiska strängar har förbättrats markant under de sista årtiondena och tillverkas av nylon (dominerande materialet), polyester och kevlar, de senare komponenterna bidrar till att öka hållfastheten. Materialen kan användas ensamma eller blandas vid tillverkningen. Vid den processen dras smält material ut till fina trådar som tvinnas. Strängarna tillverkas i olika grovlekar, varierande mellan 0,6 och 1,8 mm, vanligen används en grovlek på 1–1,5 mm. 
Från 1978 gäller regeln att slagytan skall vara plan och bestå av ett enda mönster av korsade strängar förenade med ramen och alternativt sammanflätade eller fästade där de korsar varandra. Det är tillåtet att placera en vibrationsdämpare bland strängarna, men endast utanför området där dessa korsar varandra. Regelverket var nytillkommet, orsakat av att vissa spelare under säsongen 1977 använde varianter av så kallad spagettisträngning på sina racketar (se nedan). Det är tillåtet och också vanligt förekommande att samtidigt använda olika typer av längsgående och korsande strängar i syfte att optimera racketens egenskaper avseende bollkontroll och förmågan att åstadkomma bollskruv samt hög bollhastighet vid tillslaget. 
Vid strängningen används i normalfallet en spännkraft på 245–265 N per sträng vilket motsvarar cirka 25–27 kilopond (kp), oegentligt betecknat som "hårdhet 25–27 kg". På racketramarna anges spännkraften förutom med enheten kp ofta också med enheten lb eller oegentligt lbs, vilket i engelskatalande länder är beteckningen för international avoirdupois pound-force. I det fallet motsvarar 25–27 kp cirka 55,1–59,6 lb. Såväl lösare som hårdare strängningar föredras av många spelare.
Strängarnas uppgift är i första hand att motta bollens rörelseenergi vid träffen och att återföra så mycket som möjligt av denna till bollen vid återstudsen för att åstadkomma en effektiv bollretur. En annan viktig funktion är att vid träffen åstadkomma skruv (spinn) av bollen genom att låta denna vid träffen rulla över strängbädden. Nivån på återförandet av bollenergin beror på strängarnas elasticitet och "hårdheten" i strängningen. När en tennisboll träffar strängarna, komprimeras den något vid kollisionen, mer ju större hastighet den har vid träffen. Samtidigt överförs en del av bollens rörelseenergi till de eftergivliga strängarna i samband med att strängbädden deformeras. Vid återstudsen kommer, vid normal strängning, så mycket som 90–95 % av den till strängarna överförda energin genom sin "trampolineffekt" att återföras till bollen. Nettoeffekten blir ändå en betydande förlust av den ursprungliga bollenergin i samband kompressionen av bollen vid träffen, värmeutveckling och vibrationer i racketramen. Det karakteristiska ljudet när bollen träffar strängbädden är också ett uttryck för energi som är förlorad för återstudsen. När en boll i rörelse kolliderar med en racket som svingas mot den kommer bollen efter kollisionen att röra sig i motsatt riktning samtidigt som racketen bromsas. Relationen mellan hastigheten hos boll och racket vid kollisionsögonblicket och deras hastighet efteråt (för bollen i motsatt riktning) uttrycks som (på engelska) coefficient of restitution (COR). Denna kan experimentellt bestämmas och är fysikaliskt ett uttryck för mängden av bollens och racketens rörelseenergi före träffen som efteråt är bevarad som rörelseenergi. Om en tennisboll släpps centralt på strängbädden på en racket som är fixerad mot ett golv är COR cirka 0,85 (gäller alla racketar).

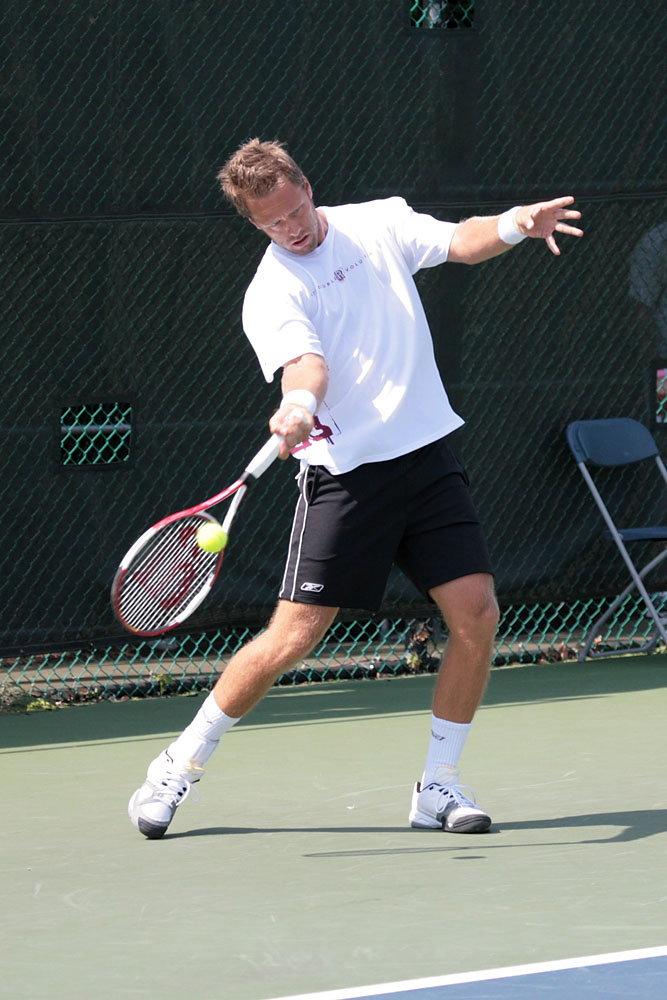
Robert Lindstedt, typisk nutida spelstil.

Som en tumregel gäller att ju lösare strängningen är, desto mer energi konserveras i strängarna och återförs och desto "hårdare" bollreturer kan åstadkommas. Skillnaden beror huvudsakligen på att en boll vid lösare strängning sjunker djupare in i strängbädden samtidigt som den själv deformeras mindre. Skillnaden i bollreturens hastighet är dock marginell, i storleksordningen någon procent, mellan en hårt strängad och en löst strängad racket. Allra hårdast kan bollen returneras om den träffar ett område mellan rackethalsen och sweetspotområdet, på engelska betecknas området som best bounce area. Olika spelare föredrar olika hårt strängningade racketar. Hårdare strängning innebär att tiden för bollkontakten med strängbädden blir kortare vilket innebär att bollen kan skruvas (rulla över strängarna) med reducerad risk att slutligen träffa också ramen. Detta kan uppfattas som att hårdare strängning ger bättre bollkontroll. Om en returnerad boll, det vill säga en boll i rörelse, träffar slagytan inom ett område nära toppen återförs endast litet eller ingen energi alls till bollen. Slaget blir stumt och returen mycket ineffektiv. Området benämns the dead spot. Servar kan bli särskilt effektiva om bollträffen sker just i dead spot, eftersom racketens rörelseenergin i slaget då utan större förluster överförs till bollen.

#### Spagettisträngning
Spagettisträngning användes under en period säsongen 1977 av flera spelare. Strängningen skilde sig markant från den gängse traditionella strängflätan genom att den bestod av endast ett fåtal tvärsgående (horisontella) strängar som gick genom ett dubbellager av längsgående (vertikalt) löst spända strängar. Det dubbla lagret var sammanbundet med fisklina, tape eller utskjutande plaströr (så kallade "spagetti"). På grund av den "trampolineffekt" som erhölls med strängningstypen kunde bollarna slås med avsevärt större kraft än med en ordinärt strängad racket. Bollarna kunde också ges extrem spinn av olika karaktär så att spelarna utan större ansträngningar kunde ge bollen kraftig och varierad skruv. Med hjälp av spagettisträngade racketar kunde även lågt rankade spelare besegra topprankade. Ilie Nastase använde denna typ av racketsträngning när han vid ett tillfälle besegrade Guillermo Vilas i en turnering i Aix-en-Provence. Vilas vägrade vid detta tillfälle att slutspela matchen och efter kraftfulla protester från bland andra Vilas, förbjöds denna typ av strängning 1978 av det Internationella Tennisförbundet.

### Spelstil med moderna tennisracketar
Det klassiska spelet från baslinjen med svepande, taktiskt placerade grundslag med någon topspin eller underskruv där spelaren kunde passera en attackerande motståndare (serve- volleyspelare) med välplacerade bollar (speltaktik typisk för counterpuncher-spelare), har ersatts av spel inom eliten som betonar kraftiga slag från baslinjen och där varje slag slås som en presumtiv "vinnare" (speltaktik typisk för offensiva baslinjespelare). Denna trend påbörjades redan under 1960-talet med spelare som Rod Laver, och utvecklades vidare av bland andra Björn Borg. Dessa spelare kunde slå moderna slag, om än inte lika hårda, även med de äldre träracketerna (som dock ofta var modifierade med inslag av andra material). Typiska offensiva baslinjespelare är Steffi Graf, Andre Agassi, Jim Courier och Andy Roddick.

## Racketspecifikationer
Numera marknadsför rackettillverkarna årligen nya racketmodeller, och det finns ett otal typer att välja mellan. Bland ledande märken på marknaden finns Head, Wilson, Prince, Dunlop, Yonex, Völkl och Babolat. Vid val av rackettyp måste man ta hänsyn till flera faktorer som greppstorlek, huvudets storlek, längd, styvhet, strängning (mönster och hårdhet), vikt och balans.
Greppet mäts som längden av perimetern (omkretsen) av handtaget och uttrycks i tum (på engelska inches). Storlekar upp till 4 tum är lämpade för juniorer, medan storlekar upp till 4 5/8 passar vuxna (damer använder oftast storlek 4 ¼ och herrar 4 3/8 ).  Vid val av racket gäller grundprincipen att greppet skall kännas bekvämt, och att det är bättre vid tveksamhet att välja en racket med ett för litet grepp, eftersom man alltid kan förstora detta med en grepplinda. 
Huvudets storlek bestämmer slagytan. En midsize-racket har en slagyta mellan 85 och 95 square-inches (se ovan under rubriken mått), en midsize plus upp till 105 square inches och en oversize över 105 square inches. Ju större huvudet är, desto mer kraft kan fås i tillslaget liksom kraftig spin. Däremot erbjuder en mindre slagyta bättre bollkontroll.
Racketens längd är vanligen knappt 70 cm, men racketar med längder upp till 73,7 cm finns på marknaden. Med dessa längre racketar kan man slå något hårdare och också förbättra räckvidden något. De kan dock vara något svårare att manövrera än normallånga racketar.
Styvhet avser hur racketen motstår tendensen att böjas och deformeras i toppen i samband med bollträffen. En styv racket böjs endast litet, vilket medför liten energiförlust och därmed större kraft. En mindre styv racket kan vara lämpad för spelare med långa ”klassiska” svingar som i sig producerar kraft, medan styvare racketar passar spelare med korta svingar. 
Strängmönstret kan vara öppet (ofta 16×18 strängar) eller slutet (exempelvis 18×20 strängar). Öppna strängmönster är vanligast och tenderar att ge bollen en högre bana genom luften när man slår ett slag med överskruv.
Vikten har successivt reducerats i takt med den tillverkningstekniska utvecklingen. De första generationerna av grafitracketar fram till cirka 1990 vägde upp till drygt 350 gram (cirka 12,5 uns), men därefter har vikten reducerats till genomsnittligt cirka 300 gram (cirka 10,5 uns) och därunder. Lättare racketar är ofta att föredra för mindre avancerade spelare eftersom de ger större manövrerbarhet än de tyngre. Dessa föredras av mer avancerade spelare och ger mer kraft i tillslaget än de lättare.
Balans. Racketar med samma vikt kan ha olika fördelning av vikten. En racket med vikten mer koncentrerad till huvudet är topptung, och en racket med vikten mer koncentrerad i riktning mot handtaget är topplätt. Topptunga racketar erbjuder visserligen mycket kraft i tillslaget men kan vara svåra att manövrera. Mer avancerade spelare föredrar ofta topplätta racketar.